# Benoît Rafray
Benoît Rafray est un artiste peintre expressionniste français, également architecte d'intérieur, né à Cucq (Pas-de-Calais) le 27 décembre 1967.

## Biographie
Benoît Rafray effectue ses études secondaires à l'École supérieure des arts Saint-Luc de Tournai où il est récipiendaire des humanités artistiques (équivalent baccalauréat) en juin 1987, puis poursuit dans le même établissement avec des études d'architecture et pour maître Yvan Theys jusqu'à un diplôme supérieur en aménagement intérieur en juin 1990. Il entre ensuite dans la section peinture de l'Académie royale des Beaux-Arts de Bruxelles où il est élève de Daniel Pelletti, André Ruel et Charles Szymkowicz jusqu'à son diplôme en juin 1994.
De retour dans son Pas-de-Calais natal au terme de ces études, il s'installe à La Calotterie et se partage entre ses deux vocations de peintre et d'architecte d'intérieur, offrant de la sorte à Benoît Blanc de percevoir que « la formation d'architecte de Benoît Rafray se ressent dans les décors architecturés qui enveloppent ses représentations de l'homme. Les perspectives qui en découlent construisent un univers qui paraît limité dans l'espace mais qui trouve dans l'absence de cadre sa liberté d'expression ».
La peinture de Benoît Rafray est comprise comme proche du naturalisme et de la semi-figuration, également dite marquée par l'influence d'Alberto Giacometti et de Paul Rebeyrolle. L'artiste énonce pour sa part son admiration pour Vladimir Veličković, citant également « dans les plus anciens, Rembrandt, mais aussi tous les dessins d'Eugène Dodeigne ».

## Expositions

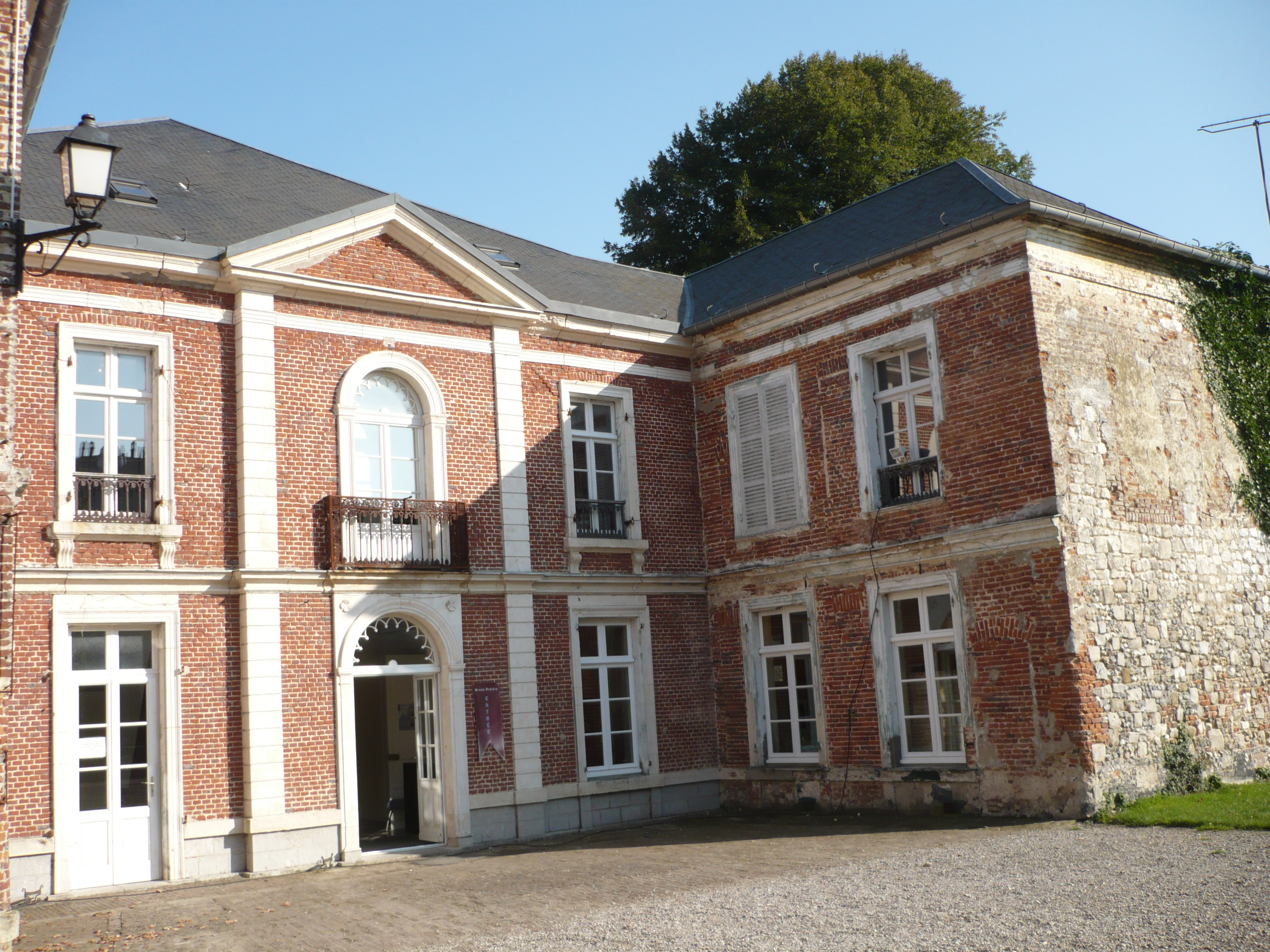
Musée d'Art et d'Histoire Roger-Rodière, Montreuil-sur-Mer, 2010

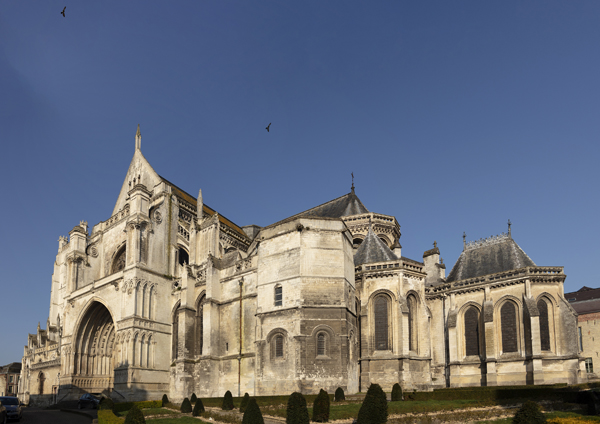
Cathédrale Notre-Dame de Saint-Omer, 2011

### Expositions personnelles
- Librairie des Étangs, Bruxelles, 1995.
- École des beaux-arts de Boulogne-sur-Mer, octobre 2000[5].
- Galerie Labedelo, Montreuil-sur-Mer, 2000, 2001.
- Musée du Touquet-Paris-Plage - Édouard Champion, Le Touquet, 2001.
- Galerie NacLil, Lille, 2008.
- Benoît Rafray - Corps et âme, musée d'Art et d'Histoire Roger-Rodière, Montreuil-sur-Mer, avril-mai 2010[3].
- Conseil général du Pas-de-Calais, Arras, 2010.
- Benoît Rafray, Cathédrale Notre-Dame de Saint-Omer (dans le cadre du Festival d'art sacré contemporain de Saint-Omer), juin 2011.
- Atelier Seizièm'Art, Paris, 2015[6].
- Un pied hors du cadre - Un solo show de Benoît Rafray, Pandem'art Gallery, Béthune, février-avril 2022[7],[8].
- Espace Jacques-Prévert, Mers-les-Bains, mars-avril 2023[9],[10].

### Expositions collectives

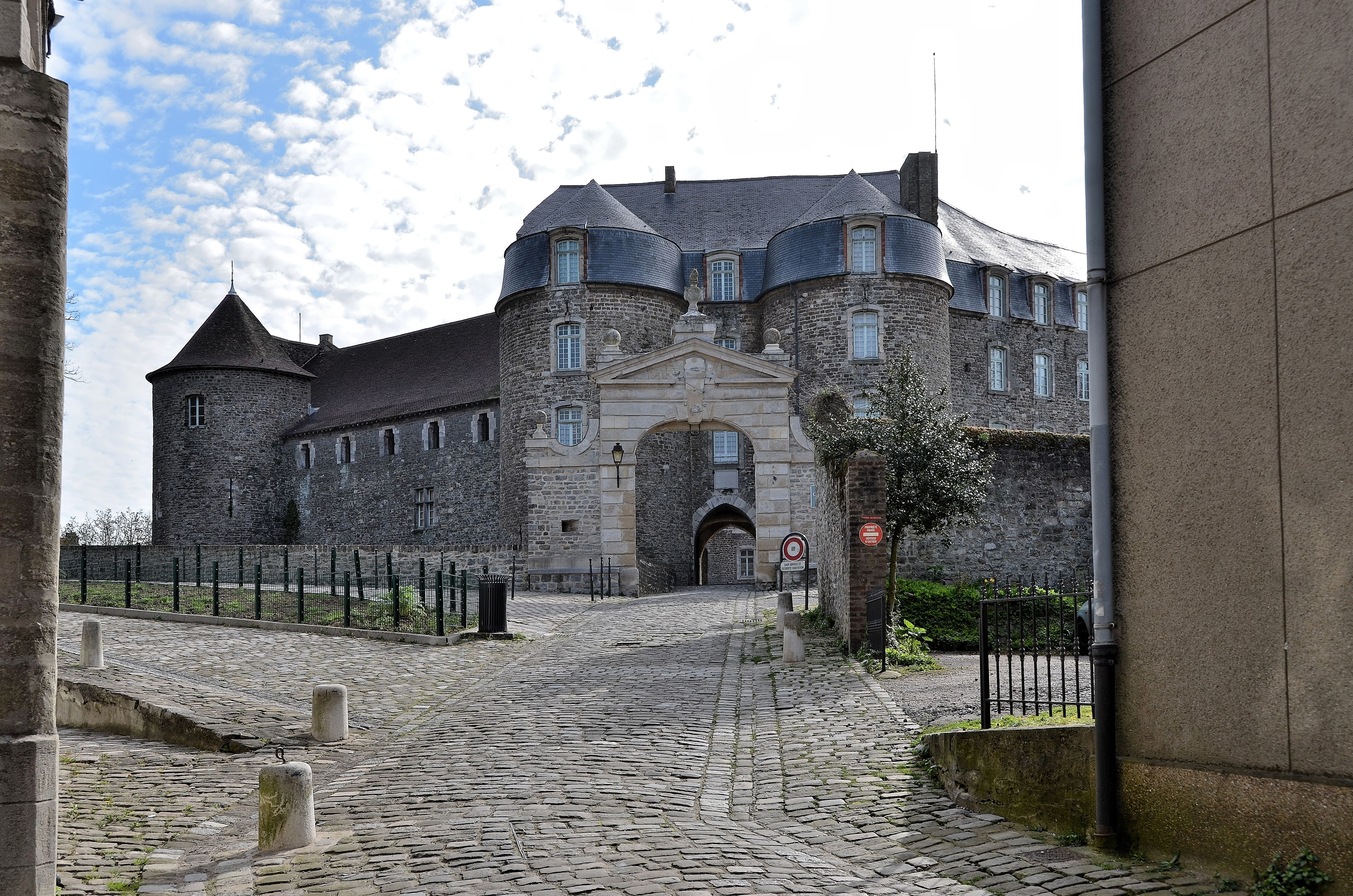
Musée-château de Boulogne-sur-Mer, 2000, 2006

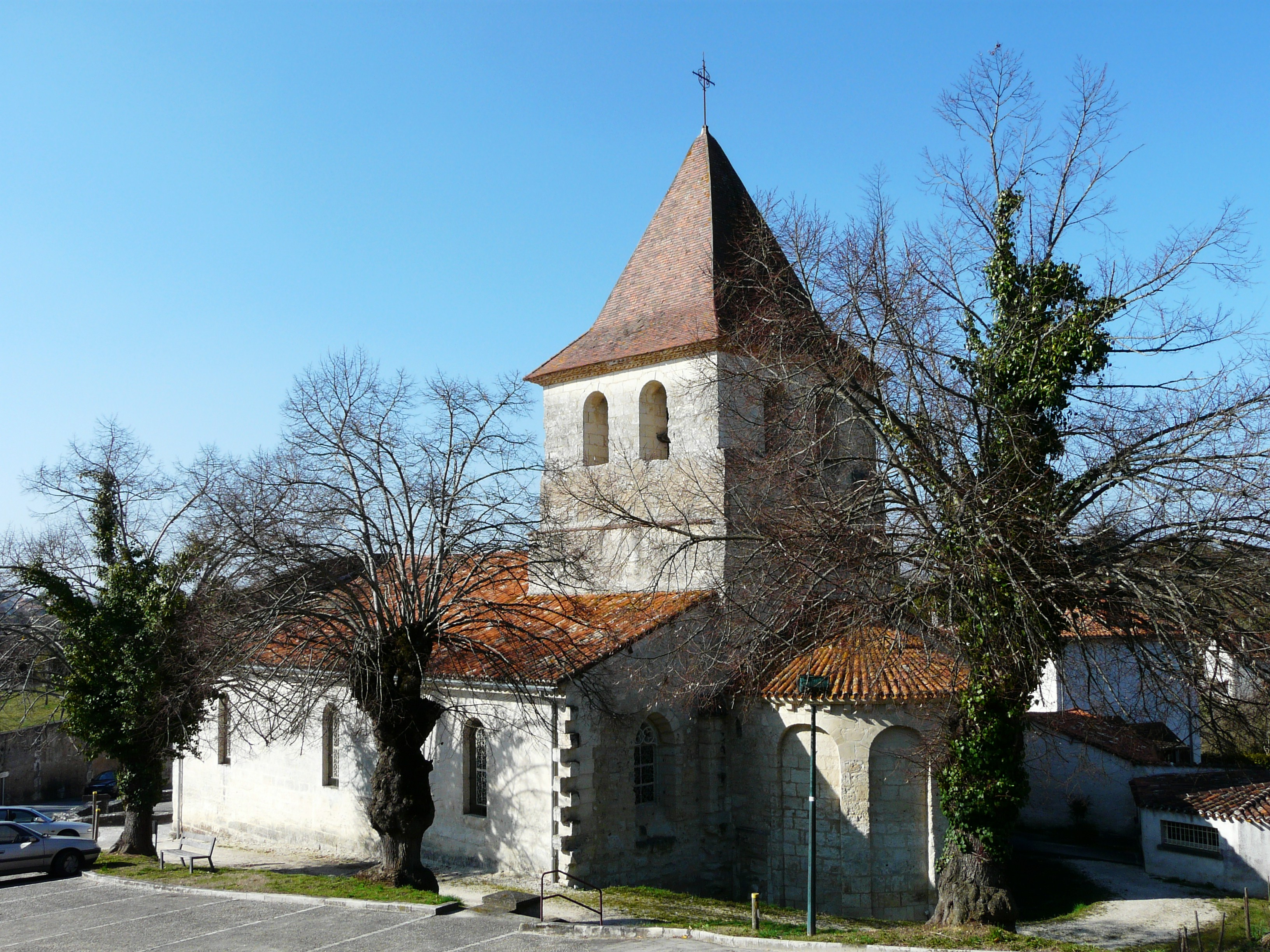
Collégiale Notre-Dame de Ribérac, 2025

- Centre culturel Jacques Franck, Saint-Gilles (Bruxelles), 1993, 1994.
- Galerie T. Leerhuys, Bruges, 1997.
- Chambre de commerce de Boulogne-sur-Mer, 1999.
- Musée-château de Boulogne-sur-Mer, 2000, 2006.
- Atelier Franck Longelin, Boulogne-sur-Mer, 2003, 2004, 2005, 2006.
- Salon Puls'Art, Le Mans, 2013, 2019.
- Vingt-cinquième Rencontre des arts, chapelle de l'orphelinat, Montreuil-sur-Mer, juillet-août 2015[11].
- Galerie Art'Sens, Boulogne-sur-Mer, 2016.
- Salon du petit format, galerie Henri-Le-Fauconnier, Hesdin, décembre 2018[12], novembre 2019[13], janvier 2022[14].
- Feel Art - Événement d'art contemporain, La Filature - Espace Japy, Audincourt, octobre-novembre 2020[15],[16].
- Salon Bol d'Art contemporain, Coudekerque-Branche, 2021[17].
- Salon Figuration critique, Paris, 2021.
- Les artistes de Pandem'Art, atelier Pavan, Saint-Couat-d'Aude, juillet-août 2022.
- Galerie 2023, Lons-le-Saunier, septembre 2022[18],[19].
- Collectiv'two : Corinne Cesca, Hellen Hafterrmeyer, Jean-Jacques Maho, Benoît Rafray, Jean-Marie Salamé - Peintures, sculptures, gravures, Pandem'Art Gallery, Béthune, février-mars 2023[20].
- Vingt-troisième Salon "Art Cité"", Fontenay-sous-Bois, septembre-octobre 2024[21].
- Un fragment d'art - Troisième Salon d'art contemporain, collégiale Notre-Dame de Ribérac, mai-juin 2025[22],[23].

## Citations

### Dits de Benoît Rafray
- « J'ai toujours peint la figure humaine. Je m'intéresse à la densité de la présence. La dualité entre le corps et l'esprit. Le dialogue entre les deux, dans une tonalité assez monochrome… Il y a beaucoup d'images aujourd'hui dans la peinture. On se trouve de fait plus dans la séduction, alors que la peinture n'est pas quelque chose de séduisant. Il faut entrer dedans. Il faut penser en peinture. » - Benoît Rafray[4]

### Réception critique
- « Dans l'œuvre de Benoît Rafray, les corps sont sanguins, pleins de vie, de cette vie insufflée par l'artiste à grands forts coups de pinceaux. Ces traits de peinture, saillants, riches de matière, forgent un style qui se décline en plusieurs perspectives. À chaque fois, l'univers de l'artiste décortique les attitudes humaines. Il émane ainsi de ces œuvres une spiritualité qui relève tantôt du sacré, tantôt du profane, et qui pousse l'homme à se réinventer, à se remettre en question face à l'insondable ou face au Beau. Dans les compositions de Benoït Rafray, l'individu n'est jamais statique. On le sent prêt à se révolter ou à se débattre. Parfois, l'impression d'abandon n'est peut-être qu'une pause, un moment de répit avant l'action. » - Benoît Blanc[2]
- « Benoît Rafray peint le corps. On pourrait dire le corps étalon, ou le corps mesure de toute chose. L'espace et les différents plans de la toile décident de son emplacement. Sa dimension le met en perspective, décide de l'échelle. Le corps mis en perspective réalise sa perspective. L'espace scénique, lumineux, étroit, approché, entretient avec lui une relation dynamique. Mais si ce corps était juste une mesure, il serait statique, immobile, alors qu'il est ici transi, traversé par des tensions, des changements. Le corps cherche à être possible en tant que sujet à la matérialisation. L'originalité des œuvres de l'artiste consiste précisément dans la dialectique qu'il installe entre le corps et l'espace subjectif le définissant, donnant ainsi naissance à une dramaturgie poétique particulière. L'expression du corps, de ses positions, les tensions intérieures le signifiant, troublent la rigueur spatiale. L'aura du corps modifie la signification de l'espace qui lui est attribué et vice-versa. En marche, assis; en mouvement, sous pression, par couples, le corps multiplié, les corps fictions de Benoît Rafray racontent des histoires de peintre et de peinture, l'impossible incarnation du corps… Tombé dans un espace enfermé, ou bien sur le point de le vaincre, le corps fantasmé de Benoît Rafray multiplie les expériences. Il est prisonnier des espaces successifs de la peinture, de sa mise en abîme. » - Oleana Cornea[6]

## Collections publiques
- Musée du Touquet-Paris-Plage - Édouard Champion, Le Touquet.
- Musée d'Art et d'Histoire Roger-Rodière, Montreuil-sur-Mer, Généa, épouse de Saint Gengoult, subissant le jugement de Dieu, huile sur toile 100x81cm[2].

## Prix et distinctions
- Prix d'excellence de la ville de Bruxelles, juin 1994.
- Prix Paul-Ricard, mai 1999.
- Prix Aralya, Ribérac, mai 2025[22],[23].

### Télévision
- L'image et l'écrit, France 5 Côte d'Opale, 2006.